# Amt Jevenstedt
La comunità amministrativa di Jevenstedt (Amt Jevenstedt) si trova nel circondario di Rendsburg-Eckernförde nello Schleswig-Holstein, in Germania.

## Suddivisione
Comprende 10 comuni:
1. Brinjahe (102)
2. Embühren (196)
3. Haale (505)
4. Hamweddel (459)
5. Hörsten (55)
6. Jevenstedt (3 392)
7. Luhnstedt (385)
8. Schülp b. Rendsburg (1 088)
9. Stafstedt (364)
10. Westerrönfeld (4 973)

Il capoluogo è Jevenstedt.
(Tra parentesi i dati della popolazione al 31 dicembre 2021)